# Gerőháza
Gerőháza (szlovénül: Lončarovci, vendül Lončarouvci, később Lončarjevci, Lančarovci, Gerenčerovci) falu Szlovéniában, Muravidéken, Pomurska régióban.  Közigazgatásilag Alsómaráchoz tartozik.

## Fekvése
Muraszombattól 15 km-re északkeletre a Curek-patak völgyében fekszik. A magyar határtól nem messze található, szomszédja a túlsó oldalon Magyarszombatfa a neves fazekasközség, s a falu fazekas-stílusa azzal egyezik.

## Története
A település első írásos említése 1366-ban történt. 1365-ben Széchy Péter fia Miklós dalmát-horvát bán és testvére Domonkos erdélyi püspök kapták királyi adományul illetve cserében a Borsod vármegyei Éleskőért, Miskolcért és tartozékaikért Felsőlendvát és tartozékait, mint a magban szakadt Omodéfi János birtokát. Az 1366-os beiktatás alkalmával részletesebben kerületenként is felsorolják az ide tartozó birtokokat, melyek között a falu "Gerencher in dystrictu Welemer" alakban szerepel.  A felsőlendvai uradalom veleméri kerületéhez tartozott. 1499-ben "Gerencherowcz" néven említik. 1685-ben a Széchyek fiági kihalásával Széchy Katalinnal kötött házassága révén Nádasdy Ferenc birtoka lett.
Vályi András szerint " GERENCSEROTZ. Lencsárgyeftse. Elegyes tót falu, Vas Vármegyében, földes Ura G. Nádasdy Uraság, lakosai katolikusok, fekszik hegyek között, Hodosnak szomszédságában, ’s ennek filiája, határja sovány, és tulajdonságaira nézve hasonlít Berecsához. harmadik Osztálybéli."
Fényes Elek szerint " Gerencserócz, vindus falu, Vas vmegyében, a muraszombati uradalomban, 49 evang. lak. Ut. p. Radkersburg."
Vas vármegye monográfiája szerint " Gerőház, 50 házzal és 258 vend és magyar lakossal. Vallásuk ág. ev. Postája Prosznyákfa, távírója Csákány."
A falu híres volt a fazekasságáról. Első írásos említésekor is 1366-ban Gerencher-nek hívták a községet és a szlovén nevében is a lončar fazekast jelent. A 19. századi magyarosításokig is Gerencserócz volt a neve, amit érthetetlen módon mégis Gerőházává változtattak. A régi tótsági járásból fennmaradt adatok alapján 1837-ben 140 evangélikus lakta.
1910-ben 239, túlnyomórészt szlovén lakosa volt vegyesen evangélikusok és katolikusok, utóbbiak Felsőszentbenedekre jártak istentiszteltre.
A trianoni békeszerződésig Vas vármegye Muraszombati járásához tartozott, 1919-ben átmenetileg a de facto Mura Köztársaság része lett. Még ebben az évben a Szerb–Horvát–Szlovén Királysághoz csatolták, ami 1929-től Jugoszlávia nevet vette fel. 1941-ben átmeneti időre ismét Magyarországhoz tartozott, 1945 után visszakerült jugoszláv fennhatóság alá. 1991 óta a független Szlovénia része. 1991-ben már csak 84-en éltek itt és a csökkenő tendencia maradt. 2002-ben 63 lakosa volt.

## Nevezetességei
A falu haranglába az 1940-es években épült. Mellette a falu régi tűzoltókocsija látható.

## Híres emberek
Itt született Ballér István lutheránus tanító, lelkész és író. Somogy vármegyében élt és működött.